# Liste der Wappen im Landkreis Breisgau-Hochschwarzwald
Diese Liste beinhaltet alle in der Wikipedia gelisteten Wappen des Landkreises Breisgau-Hochschwarzwald in Baden-Württemberg, inklusive historischer Wappen. Fast alle Städte, Gemeinden und Kreise in Baden-Württemberg führen ein Wappen. Sie sind über die Navigationsleiste am Ende der Seite erreichbar.

## Landkreis Breisgau-Hochschwarzwald

Wappen des Landkreises Breisgau-Hochschwarzwald[1]
Der Landkreis Breisgau-Hochschwarzwald in Baden-Württemberg

## Städtewappen im Landkreis Breisgau-Hochschwarzwald

Bad Krozingen[2]
Breisach am Rhein[3]
Heitersheim[4]
Löffingen[5]
Müllheim im Markgräflerland[6]
Neuenburg am Rhein[7]
Staufen im Breisgau[8]
Sulzburg[9]
Titisee-Neustadt[10]
Vogtsburg im Kaiserstuhl[11]

## Gemeindewappen im Landkreis Breisgau-Hochschwarzwald

Au[12]
Auggen[13]
Badenweiler[14]
Ballrechten-Dottingen[15]
Bollschweil[16]
Breitnau[17]
Buchenbach[18]
Buggingen[19]
Bötzingen[20]
Ebringen[21]
Ehrenkirchen[22]
Eichstetten am Kaiserstuhl[23]
Eisenbach (Hochschwarzwald)[24]
Eschbach[25]
Feldberg (Schwarzwald)[26]
Friedenweiler[27]
Glottertal[28]
Gottenheim[29]
Gundelfingen[30]
Hartheim[31]
Heuweiler[32]
Hinterzarten[33]
Horben[34]
Ihringen[35]
Kirchzarten[36]
Lenzkirch[37]
March[38]
Merdingen[39]
Merzhausen[40]
Münstertal/Schwarzwald[41]
Oberried[42]
Pfaffenweiler[43]
Schallstadt[44]
Schluchsee[45]
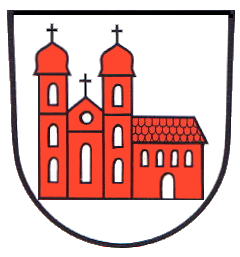
St. Märgen
St. Peter[47]
Stegen[48]
Sölden[49]
Umkirch[50]
Wittnau[51]

## Ehemalige Gemeindewappen im Landkreis Breisgau-Hochschwarzwald

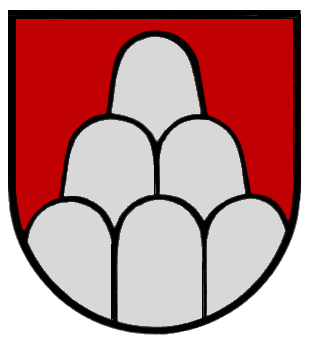
Achkarren
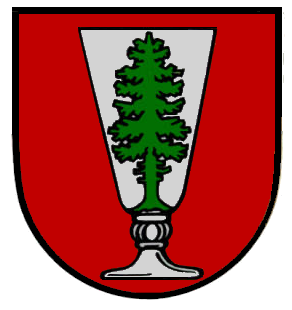
Altglashütten
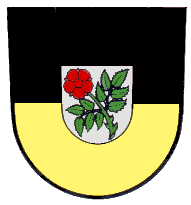
Bachheim
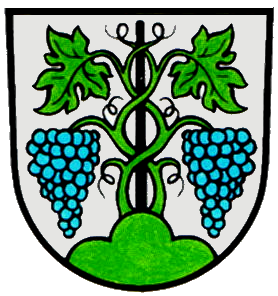
Ballrechten
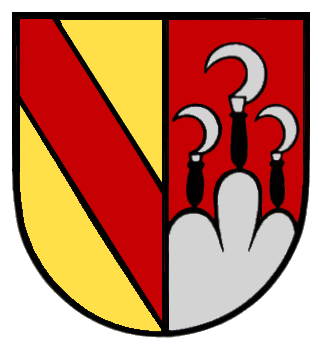
Bickensohl
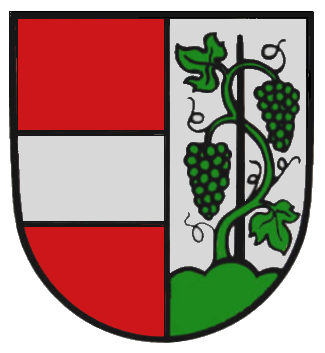
Biengen
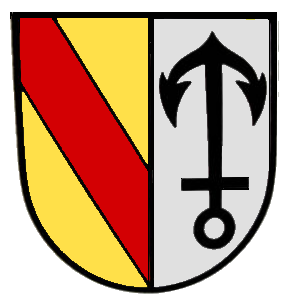
Bischoffingen
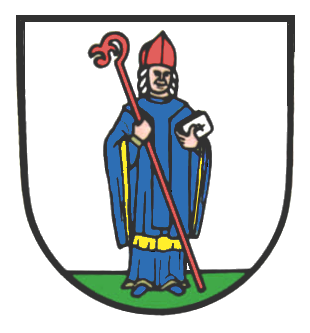
Blasiwald
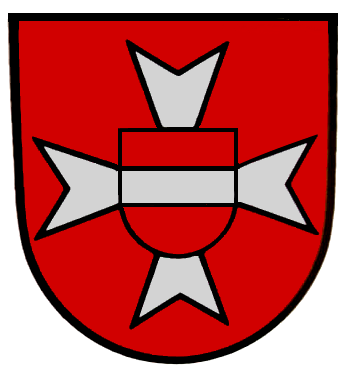
Bremgarten
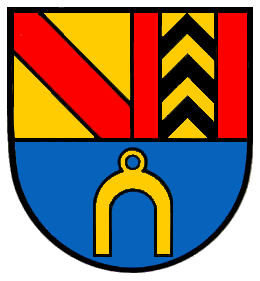
Britzingen
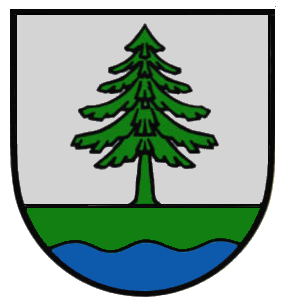
Bubenbach
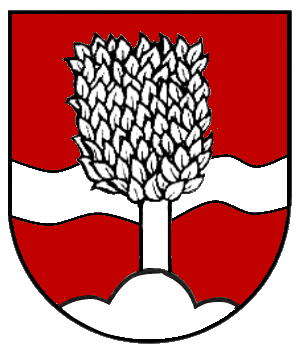
Buchenbach alt
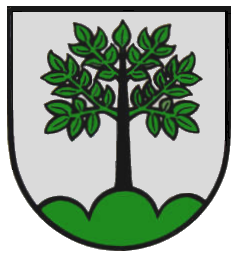
Buchheim
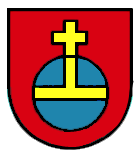
Buggingen
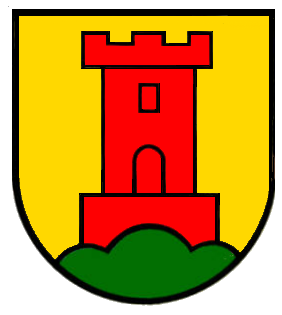
Burg
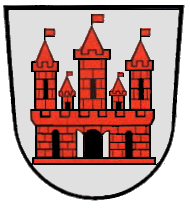
Burkheim
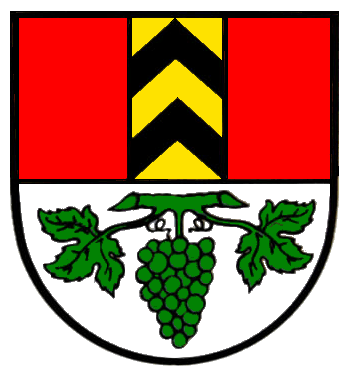
Dattingen
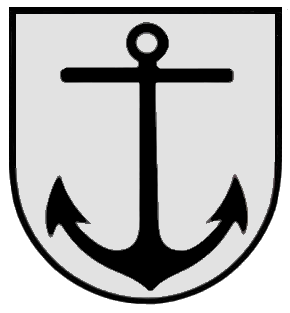
Dietenbach
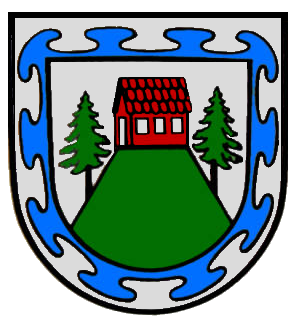
Dittishausen
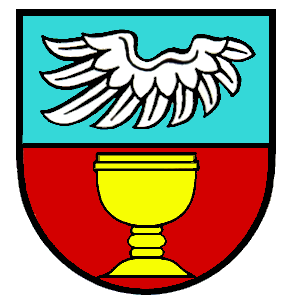
Dottingen
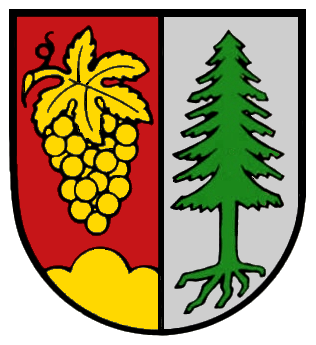
Ehrenstetten
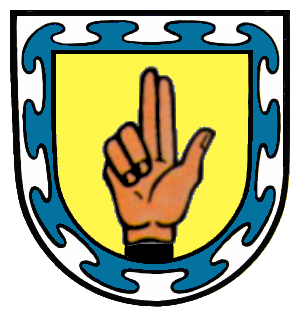
Eisenbach
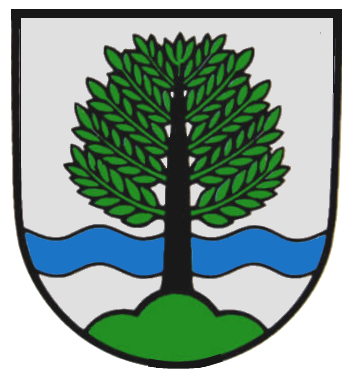
Eschbach
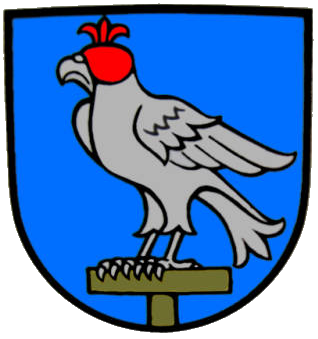
Falkau
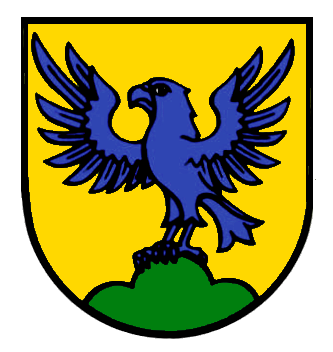
Falkensteig
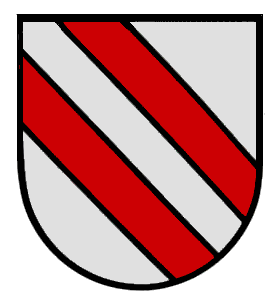
Faulenfürst
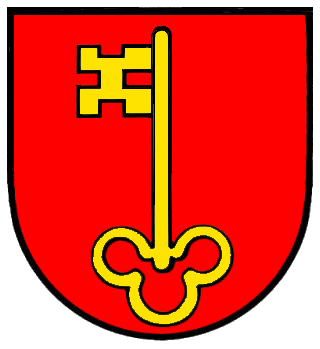
Feldberg
Feldberg (Schwarzwald) alt[79]
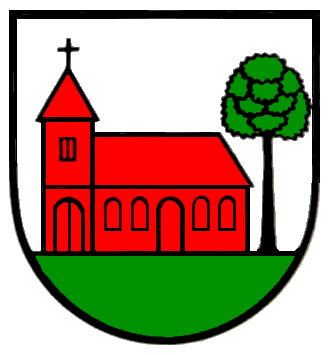
Feldkirch
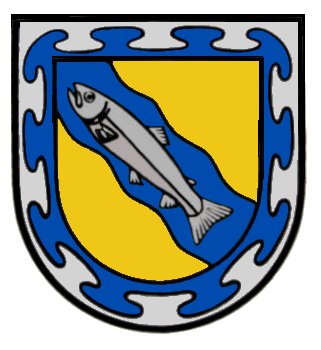
Fischbach
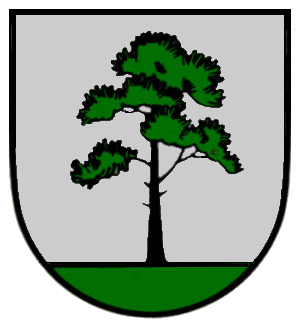
Föhrental
Friedenweiler[83]
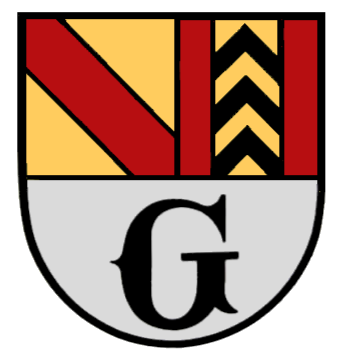
Gallenweiler
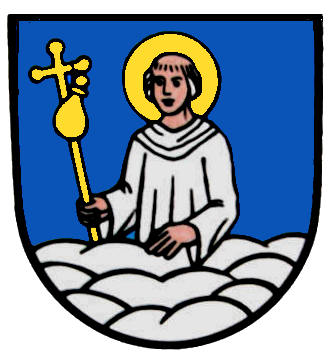
Göschweiler
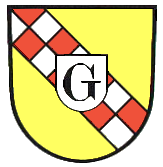
Grezhausen
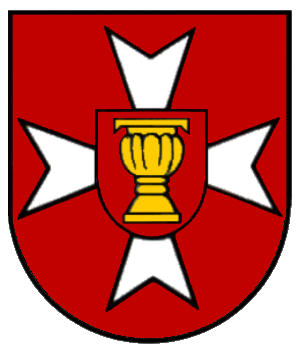
Grißheim
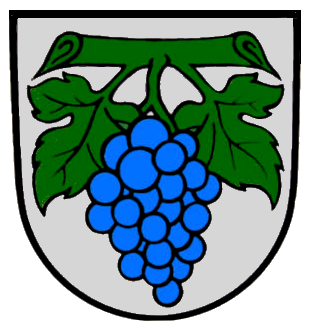
Grunern
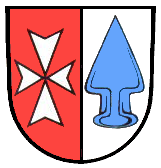
Gündlingen
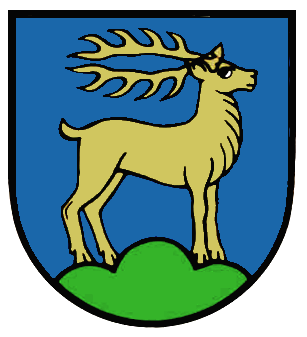
Hausen an der Möhlin
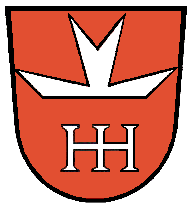
Heitersheim, altes Wappen
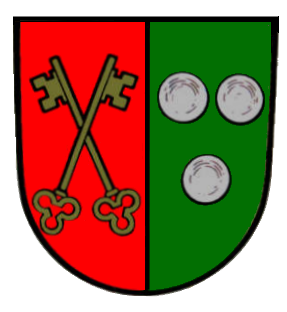
Hinterstraß
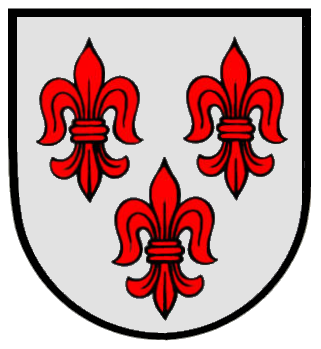
Hofsgrund
Holzhausen[94]
Hügelheim[95]
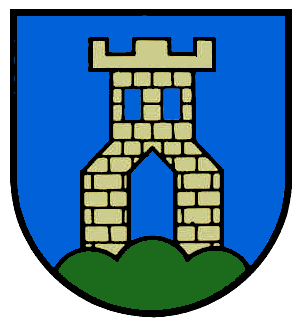
Hugstetten
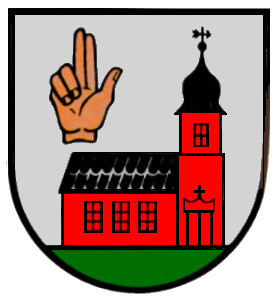
Kappel
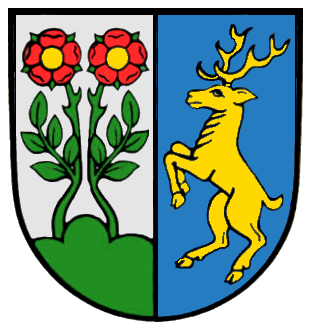
Kirchhofen
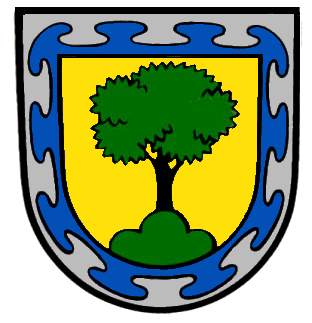
Langenordnach
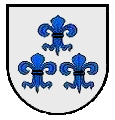
Laufen
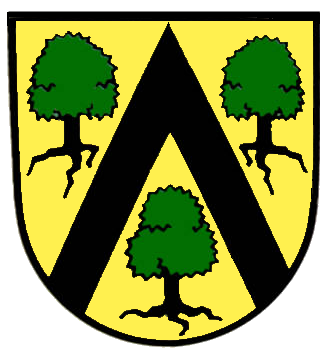
Lipburg
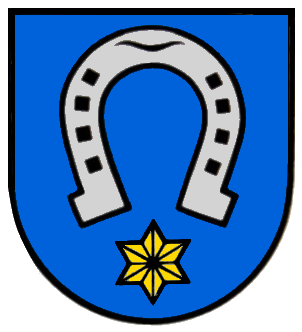
Mengen
Neuenburg bis 1973[103]
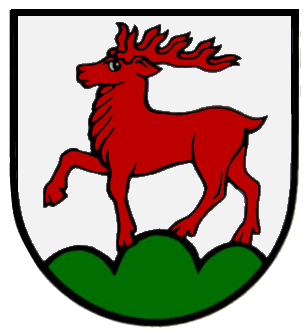
Neuershausen
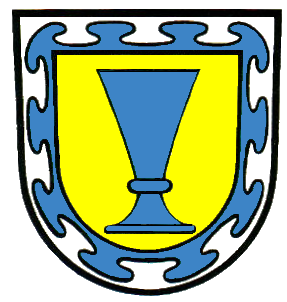
Neuglashütten
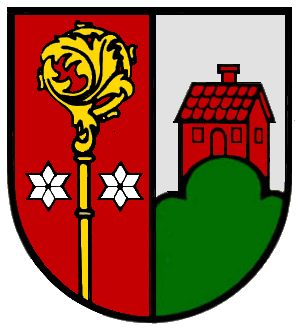
Neuhäuser
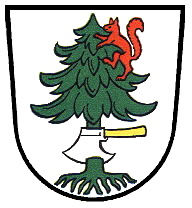
Neustadt im Schwarzwald
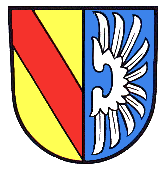
Niederrimsingen
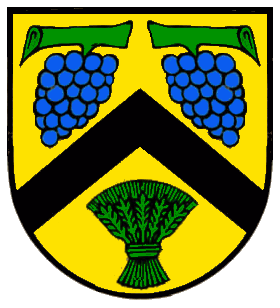
Niederweiler
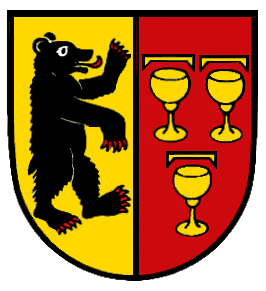
Norsingen
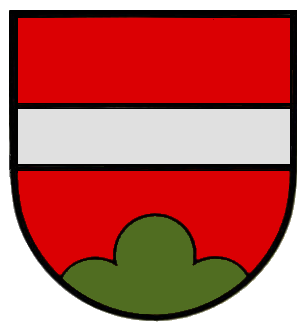
Oberbergen
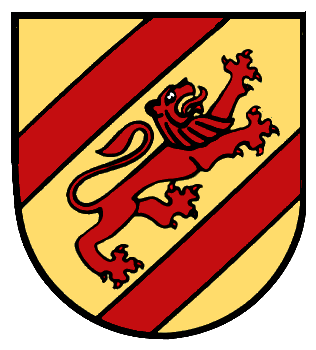
Oberbränd
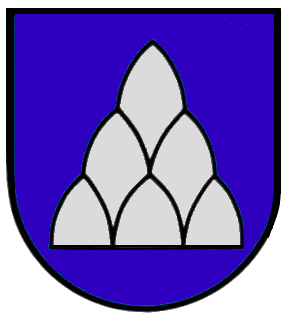
Oberglottertal
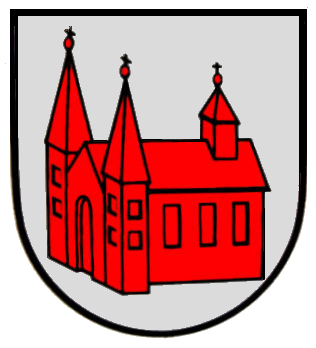
Obermünstertal
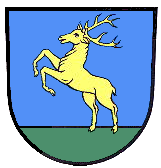
Oberrimsingen
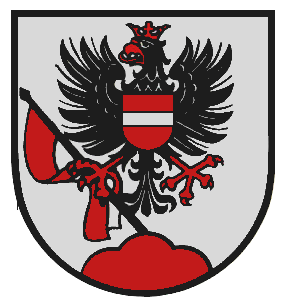
Oberrotweil
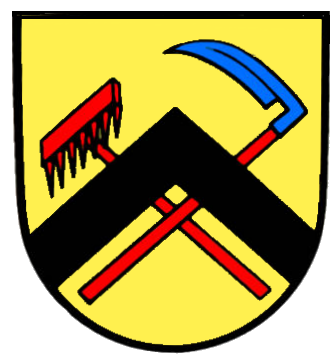
Oberweiler
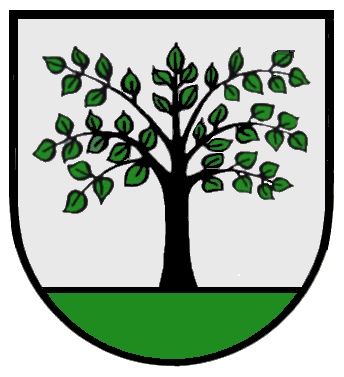
Offnadingen
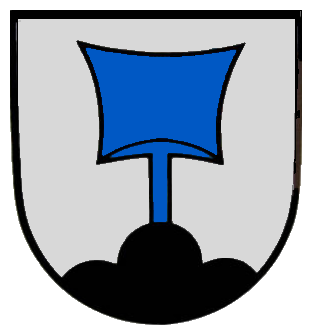
Ohrensbach
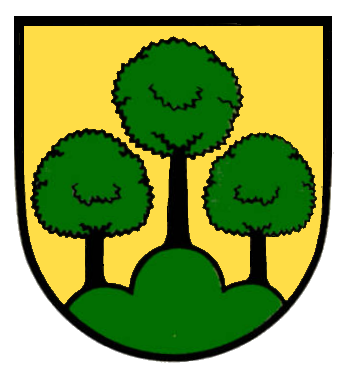
Raitenbuch
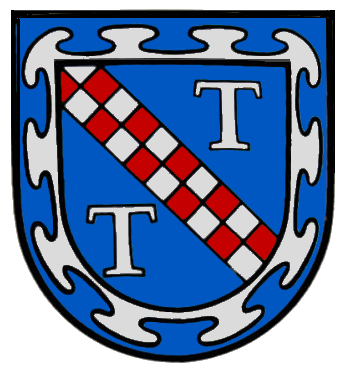
Reiselfingen
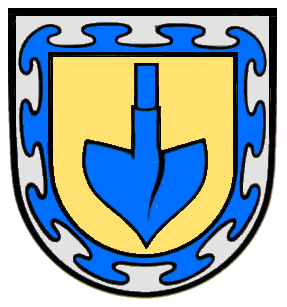
Rötenbach
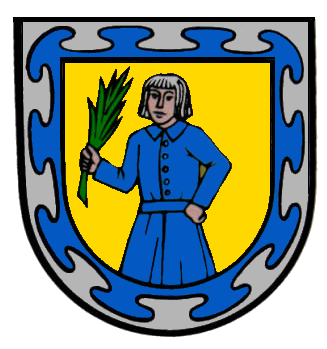
Rudenberg
Saig[124]
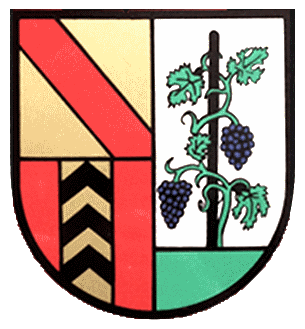
Schallstadt
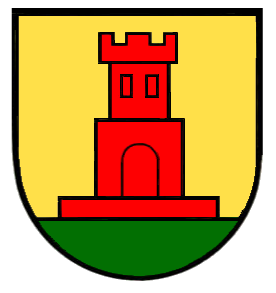
Schelingen
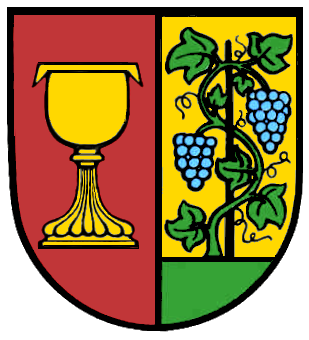
Scherzingen
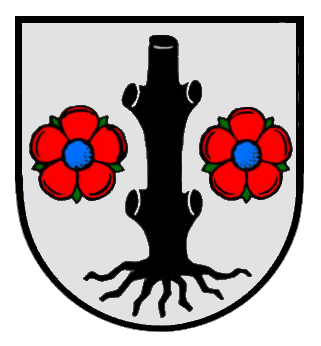
Schlatt
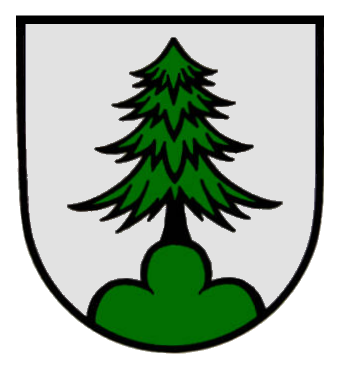
Schönenbach
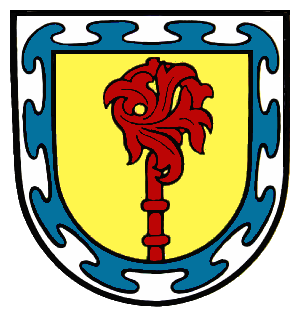
Schollach
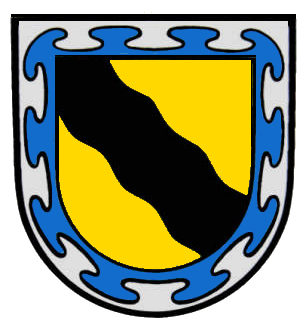
Schwärzenbach
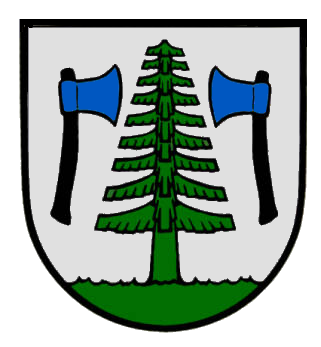
Schwarzhalden
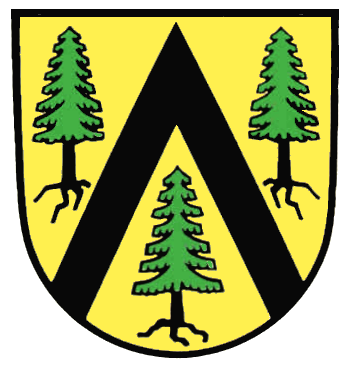
Schweighof
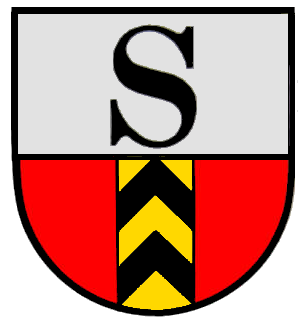
Seefelden
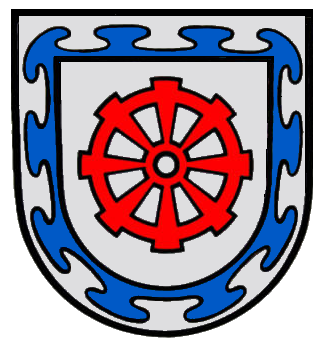
Seppenhofen
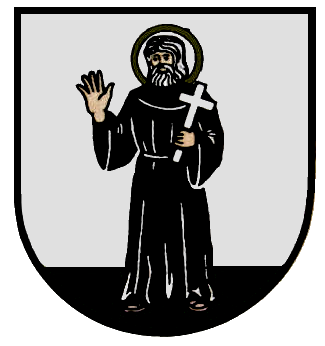
St. Ulrich
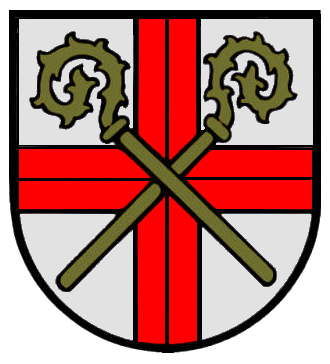
St. Wilhelm
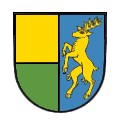
Stegen alt
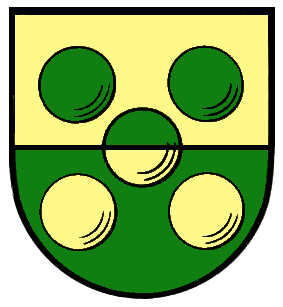
Steig
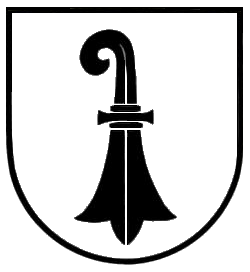
Steinenstadt
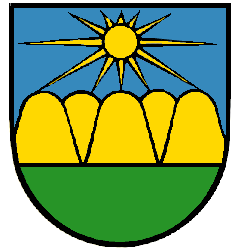
Titisee
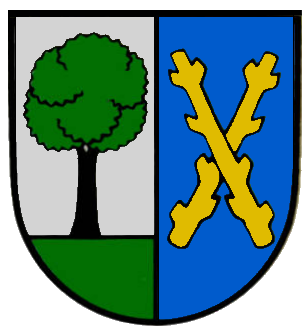
Tunsel
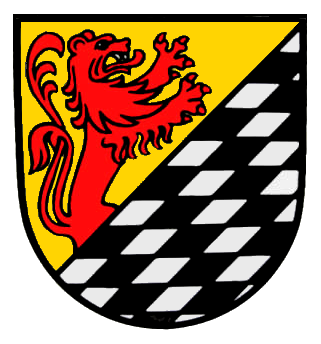
Unadingen
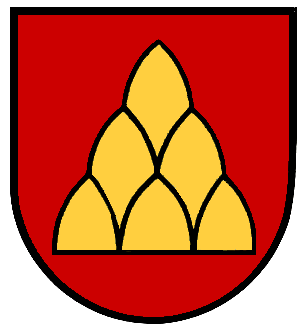
Unterglottertal
Unteribental[145]
Unterlenzkirch[146]
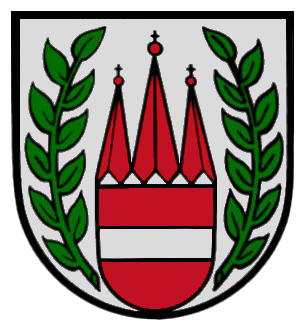
Untermünstertal
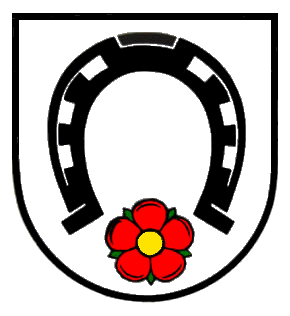
Vögisheim
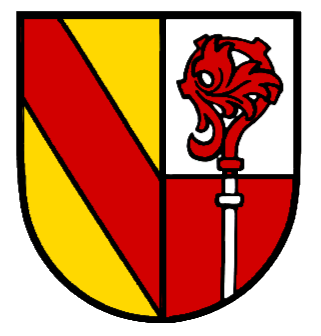
Wagensteig
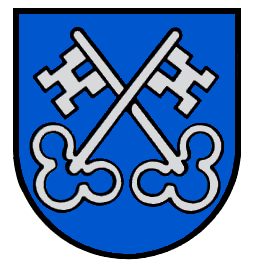
Waldau
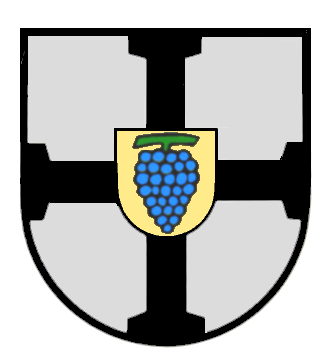
Wasenweiler
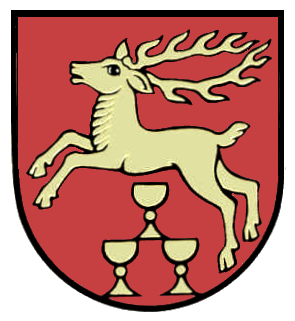
Wettelbrunn
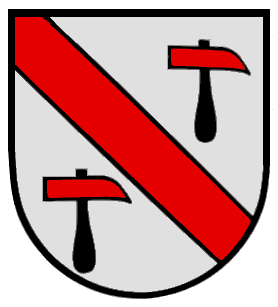
Wildtal
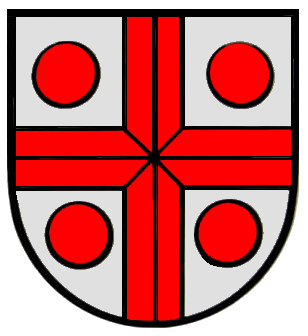
Wittental
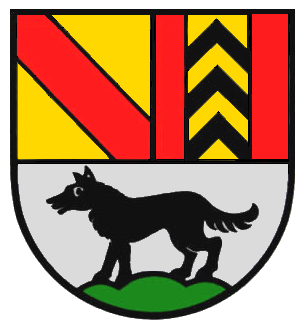
Wolfenweiler
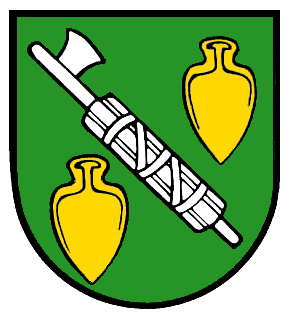
Zarten
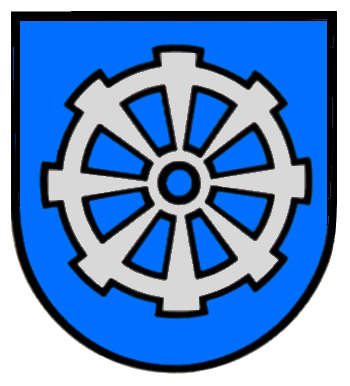
Zastler
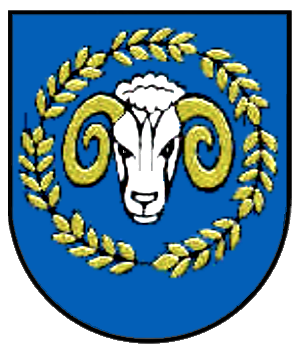
Zienken
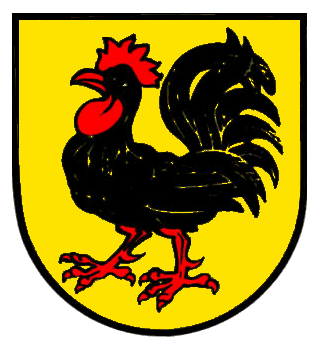
Zunzingen

## Blasonierungen
1. ↑  Landkreis Breisgau-Hochschwarzwald: Im gespaltenen Schild vorn in Rot ein silberner Balken, hinten in Gold ein roter Schrägrechtsbalken, im goldenen Herzschild ein schwarzer Adler.
2. ↑  Bad Krozingen: In Blau über einer goldenen Weltkugel schwebend das goldene Gottesauge.
3. ↑  Breisach am Rhein: In Gold ein schwarzer, rotbewehrter Adler mit rotem Brustschild, darin ein silberner Sechsberg.
4. ↑  Heitersheim: In Rot ein silbernes achtspitziges Johanniterkreuz.
5. ↑  Löffingen: In Blau zwei schräg gekreuzte goldene Kochlöffel, deren Stiele unten in auswärts weisenden Haken enden, oben zwischen den Laffen schwebend eine goldene Lilie.
6. ↑  Müllheim im Markgräflerland: In geteiltem Schild oben in Rot ein mit drei schwarzen Sparren belegter goldener Pfahl, unten in Blau nebeneinander die rechte Hälfte des vierspeichigen silbernen Mühlrads und ein abnehmender silberner Halbmond mit Gesicht.
7. ↑  Neuenburg am Rhein: In Rot ein gelber (goldener) Schrägrechtsbalken.
8. ↑  Staufen im Breisgau: In Rot drei (2:1) golden gedeckte goldene Kelche, begleitet oben von drei unten von zwei goldenen Sternen.
9. ↑  Sulzburg: In Blau auf silbernem Gebirge mit schwarzem Stollenmundloch sitzend ein silbern gekleideter Engel mit erhobener Rechter und schwarzem Kreuz über dem Kopf, rechts davor ein nach links schreitender, silbern gekleideter Bergmann mit brennender silberner Fackel in der Linken, mit der Rechten eine silberne Keilhaue schulternd, über ihm ein goldener Stern.
10. ↑  Titisee-Neustadt: In Silber auf blauem Boden mit silbernem Wellenbalken eine grüne Tanne, auf deren Zweigen ein rotes, nach der Schildmitte blickendes Eichhörnchen.
11. ↑  Vogtsburg im Kaiserstuhl: In Rot über einem silbernen Dreiberg ein silberner Zinnenbalken mit sieben Zinnen, darüber ein goldener Rebzweig mit goldenem Blatt und goldener Traube.
12. ↑  Au: Gespaltener Schild, vorne von Gold über Grün geteilt, hinten von Schwarz-Silber einundzwanzigfach geschacht.
13. ↑  Auggen: In gespaltenem Schild vorne in Gold an einem schwarzen Rebast mit zwei grünen Blättern eine grüne Weintraube, hinten in Rot eine gestürzte goldene Pflugschar unter zwei einander zugekehrten silbernen Rebmessern mit schwarzen Griffen.
14. ↑  Badenweiler: In Rot ein mit drei schwarzen Sparren belegt goldener Pfahl.
15. ↑  Ballrechten-Dottingen: In geteiltem Schild oben in Silber eine blaue Weintraube an schwarzem Stiel, unten in Rot ein goldener Kelch.
16. ↑  Bollschweil: In Silber eine rote Burg mit zwei spitzbedachten, mit einem Kreuz besteckten Türmen.
17. ↑  Breitnau: In Blau auf grünem Dreiberg eine silberne Kirche, daneben vorne eine silberne Tanne, aus dem linken Obereck eine goldene Sonne mit goldenen Strahlen hervorbrechend.
18. ↑  Buchenbach: In einem über grünem Dreiberg gespaltenen Schild vorne in Silber auf der vorderen Kuppe eine grüne Buche, hinten in Rot ein silberner Wellenbalken.
19. ↑  Buggingen: Durch einen mit drei schwarzen Sparren belegten goldenen Pfahl schräglinks geteilt. Vorne in Rot ein goldener Reichsapfel mit roten Beschlägen und goldenem Kranz, hinten in Rot ein goldenes Hufeisen.
20. ↑  Bötzingen: Vorne in Gold ein roter Schrägbalken, hinten in Blau ein silberner Bär.
21. ↑  Ebringen: In Gold über grünem Dreiberg ein blaues Rebmesser mit rotem Griff, beseitet von zwei schwarzen Hörnern.
22. ↑  Ehrenkirchen: In gespaltenem Schild vorn in Rot über goldenem Dreiberg eine goldene Traube mit goldenem Blatt, hinten in Gold ein aufgerichteter blauer Hirsch.
23. ↑  Eichstetten am Kaiserstuhl: In gespaltenem Schild vorne in Gold ein roter Schrägbalken, hinten in Silber ein aufgerichteter grüner Eichenzweig mit einer Eichel und vier Blättern.
24. ↑  Eisenbach (Hochschwarzwald): In Gold mit durch Wolken von Silber und Blau geteiltem Bord ein roter Löwenrumpf.
25. ↑  Eschbach: In Rot ein silbernes Johanniterkreuz, belegt mit einem silbernen Herzschild, darin drei (2:1) rote Schildchen.
26. ↑  Feldberg (Schwarzwald): Unter einem roten Schildhaupt, worin zwei gekreuzte silberne Schneeschuhe, gespalten von Blau und Silber, vorne drei keilförmig nach rechts gestellte silberne Scheiben, hinten eine grüne Tanne.
27. ↑  Friedenweiler: In silbernem Schild mit einem durch Wolken von Silber und Blau geteilten Bord, eine rote Kirche mit links stehendem Zwiebelturm, rechts oben eine blaue Pflugschar.
28. ↑  Glottertal: In von Silber und Blau gespaltenem Schild mit schwarzem Sechsberg vorn eine grüne Föhre, hinten ein silbernes Hackbeil.
29. ↑  Gottenheim: In Silber auf grünem Boden ein roter Löwe, in den Vorderpranken eine auf dem Boden stehende schwarze Keule haltend.
30. ↑  Gundelfingen: In gespaltenem Schild vorne in Gold ein roter Schrägbalken, hinten in Grün in einer silbernen Einfriedung eine silberne Tanne.
31. ↑  Hartheim: In Blau zwei schräggekreuzte goldene Schlüssel mit dem Bart nach oben und nach außen gekehrt.
32. ↑  Heuweiler: In Silber schräggekreuzt eine Heugabel mit drei schwarzen Zinken und rotem Stiel und ein roter Rechen.
33. ↑  Hinterzarten: In Silber auf grünem Dreiberg eine grüne Tanne, der Dreiberg belegt mit einem rotbordierten schwarzen Schild, darin fünf (2:1:2) silberne Kugeln.
34. ↑  Horben: In Rot ein schrägliegender silberner Pflug.
35. ↑  Ihringen: Im gespaltenen Schild vorn in Gold ein roter Schrägbalken, hinten in Rot über einem silbernen Weinmesser eine gestützte goldene Weintraube am Stiel.
36. ↑  Kirchzarten: Rechts in Gold der schwarze St. Gallische Bär, links in Silber das halbe rote Freiburger Kreuz.
37. ↑  Lenzkirch: In Silber auf grünem Boden eine rote Kirche mit rechtsstehendem Turm, aus dem hinteren Schildrand hervorwachsend eine grüne Blumenranke mit drei golden besamten blauen Blüten.
38. ↑  March: In gespaltenem Schild vorn in Silber ein geschliffenes rotes Nagelkreuz, hinten in Rot ein silberner Bär.
39. ↑  Merdingen: In Gold eine gefüllte blaubesamte rote Rose mit grünen Kelchblättern.
40. ↑  Merzhausen: In Silber ein aufgerichteter, silberner, rotbewehrter (St. Galler) Bär, in den Vorderpranken den von Gold und Grün geteilten (Snewelinschen) Wappenschild haltend.
41. ↑  Münstertal/Schwarzwald: In Silber ein erniedrigter roter Wappenschild, darin ein silberner Balken, darüber zwischen zwei schräggekreuzten schwarzen Schlägeln und Eisen schwebend eine rote Mitra mit roten Zierbändern.
42. ↑  Oberried: In Rot ein aufgerichtetes silbernes Einhorn.
43. ↑  Pfaffenweiler: In Rot drei (1:2) goldene Kelche, bedeckt mit je einem goldenen Deckel.
44. ↑  Schallstadt: In halbgespaltenem und geteilten Schild oben rechts in Blau ein silbernes Hufeisen, oben links in Gold eine blaue Weintraube an grünem Stiel mit grünem Blatt, unten in Silber auf grünem Dreiberg ein schreitender schwarzer Wolf.
45. ↑  Schluchsee: In Blau ein abgerissener silberner Hirschkopf im Visier, zwischen den Stangen schwebend der silberne lateinische Großbuchstabe Silber.
46. ↑  St. Märgen: In Silber eine doppeltürmige rote Kirche.
47. ↑  St. Peter: In Blau auf grünem Dreiberg eine silberne Tanne, der Stamm beheftet mit zwei schräggekreuzten goldenen Schlüsseln.
48. ↑  Stegen: In Gold eine entwurzelte Esche mit schwarzem Stamm und grüner Krone, worin drei goldene Äste in Form von Eschenblättern, vor dem Stamm ein durchgehender roter Bohlweg (Steg).
49. ↑  Sölden: In Blau auf grünem Dreiberg drei goldene Ähren.
50. ↑  Umkirch: In Blau auf einer liegenden goldenen Mondsichel stehend die silbern gekleidete Madonna mit goldener Krone, in der Rechten ein goldenes Zepter, in der Linken das Jesuskind haltend.
51. ↑  Wittnau: In gespaltenem Schild vorne in Blau auf grünem Berg eine goldene Kirche, hinten in Gold ein aufgerichteter schwarzer Bär mit roten Waffen.
52. ↑  Achkarren: In Rot ein silberner Sechsberg.
53. ↑  Altglashütten: In Rot ein silbernes, mit einer grünen Tanne belegtes Kelchglas.
54. ↑  Bachheim: In von Schwarz und Gold geteiltem Schild ein silberner Herzschild, worin eine rote Rose an beblättertem grünem Zweig.
55. ↑  Ballrechten: In Silber auf grünem Dreiberg an schwarzem Pfahl ein grüner Weinstock mit zwei blauen Trauben.
56. ↑  Bickensohl: In gespaltenem Schild vorn in Gold ein roter Schrägbalken, hinten in Rot auf silbernem Dreiberg aufsitzend drei silberne Winzermesser mit schwarzem Griff.
57. ↑  Biengen: In gespaltenem Schild vorne in Rot ein silberner Balken, hinten in Silber auf grünem Dreiberg ein grüner Rebstock [mit zwei Trauben an schwarzem Pfahl].
58. ↑  Bischoffingen: In gespaltenem Schild vorn in Gold ein roter Schrägbalken, hinten in Silber ein gestürzter schwarzer Anker.
59. ↑  Blasiwald: In Silber auf grünem Boden der hl. Blasius in golden besetztem blauem Ornat, mit roter Mitra, in der Rechten einen roten Krummstab, in der Linken ein silbernes Buch haltend.
60. ↑  Bremgarten: In Rot ein silbernes Johanniterkreuz, beheftet mit einem roten Herzschild, darin ein silberner Balken.
61. ↑  Britzingen: In halbgespaltenem und geteiltem Schild oben vorne in Gold ein roter Schrägbalken, hinten in Rot ein mit drei schwarzen Sparren belegter goldener Pfahl, unten in Blau ein goldenes Karst.
62. ↑  Bubenbach: In Silber auf von Grün und Blau wellenförmig geteiltem Schildfuß eine grüne Tanne.
63. ↑  Buchenbach alt: In Rot auf silbernem Dreiberg eine silberne [ursprünglich: grüne] Buche, dahinter ein silberner Wellenbalken.
64. ↑  Buchheim: In Silber auf grünem Dreiberg eine grüne Buche mit schwarzem Stamm.
65. ↑  Buggingen alt: In Rot ein blauer Reichsapfel mit goldenem Kreuz und goldenen Beschlägen.
66. ↑  Burg: In Gold auf grünem Dreiberg ein roter Zinnenturm.
67. ↑  Burkheim: In Silber eine rote Zinnenmauer mit fünf Türmen und geöffnetem Tor.
68. ↑  Dattingen: In geteiltem Schild oben in Rot ein mit zwei schwarzen Sparren belegter goldener Pfahl, unten in Silber eine grüne Traube zwischen zwei grünen Blättern an grünem Rebast.
69. ↑  Dietenbach: In Silber ein schwarzer Anker.
70. ↑  Dittishausen: In Silber mit einem von Silber und Blau im Wolkenschnitt geteilten Bord ein grüner Berg, auf dessen Gipfel ein rotes Haus, am rechten und linken Hang je eine grüne Tanne.
71. ↑  Dottingen: In geteiltem Schild oben in Blau ein silberner Flügel, unten in Rot ein golden gedeckter goldener Kelch.
72. ↑  Ehrenstetten: In gespaltenem Schild vorne in Rot über einem goldenen Dreiberg eine goldene Traube, hinten in Silber eine entwurzelte grüne Tanne.
73. ↑  Eisenbach alt: In Gold mit einem von Silber und Blau im Wolkenschnitt geteilten Bord eine aus dem Schildrand hervorgehende Schwurhand mit schwarzem Ärmel.
74. ↑  Eschbach (Stegen): In Silber auf grünem Dreiberg eine grüne Esche mit schwarzem Stamm, dahinter ein erniedrigter blauer Wellenbalken.
75. ↑  Falkau: In Blau auf goldenem Querholz ein silberner Falke mit über den Kopf gezogener, mit drei roten Federn besetzter roter Kappe.
76. ↑  Falkensteig: In Gold auf grünem Dreiberg ein flugbereiter blauer Falke.
77. ↑  Faulenfürst: In Silber zwei rote Schrägbalken.
78. ↑  Feldberg (Müllheim): In Rot ein aufrechter goldener Schlüssel, Bart rechts.
79. ↑  Feldberg (Schwarzwald) alt: In gespaltenem Schild vorn in Silber ein nach links gewendeter aufrechter schwarzer Bär, hinten in Blau zwei aufrecht stehende gekreuzte goldene Schneeschuhe.
80. ↑  Feldkirch: In Silber auf grünem Boden neben einem grünen Laubbaum eine rote Kirche.
81. ↑  Fischbach: In Gold mit einem von Silber und Blau im Wolkenschnitt geteilten Bord ein blauer Wellenschrägbalken, darin ein nach oben schwimmender silberner Fisch.
82. ↑  Föhrental: In Silber auf grünem Boden eine grüne Föhre mit schwarzem Stamm.
83. ↑  Friedenweiler alt: In von Rot und Gold schräglinks geteiltem Schild eine aus dem Unterrand emporkommende natürliche Schwurhand mit rotem Ärmel.
84. ↑  Gallenweiler: In halbgespaltenem und geteiltem Schild oben vorn in Gold ein roter Schrägbalken, hinten in Rot ein mit drei schwarzen Sparren belegter goldener Pfahl, unten in Silber der schwarze Großbuchstabe G.
85. ↑  Göschweiler: In Blau aus silbernen Wolken hervorwachsend der silbern gewandete hl. Rochus mit goldenem Nimbus, in der Rechten einen goldenen Pilgerstab haltend, an dem oben eine goldene Flasche hängt.
86. ↑  Grezhausen: In Gold ein doppelreihig von Silber und Rot geschachter Schrägbalken, belegt mit einem silbernen Herzschild, worin der schwarze Großbuchstabe G.
87. ↑  Grißheim: In Rot ein silbernes Johanniterkreuz, belegt mit einem roten Herzschild, darin ein golden gedeckter goldener Kelch.
88. ↑  Grunern: In Silber eine blaue Weintraube an grünem Zweig mit zwei grünen Blättern.
89. ↑  Gündlingen: In gespaltenem Schild vorn in Rot ein silbernes Johanniterkreuz, hinten in Silber eine gestürzte blaue Pflugschar. [Bis 1962: Farben der hinteren Schildhälfte vertauscht.]
90. ↑  Hausen an der Möhlin: In Blau auf goldenem Dreiberg ein goldener, nach hinten schreitender Hirsch.
91. ↑  Heitersheim, alt:
92. ↑  Hinterstraß: In gespaltenem Schild vorn in Rot zwei schräggekreuzte goldene Schlüssel, Bärte nach oben und außen, hinten in Grün drei (2:1) silberne Scheiben.
93. ↑  Hofsgrund: In Silber drei (2:1) rote Lilien.
94. ↑  Holzhausen: In Rot drei pfahlweis nebeneinander gestellte goldene Senseneisen, die Spitzen nach oben gekehrt.
95. ↑  Hügelheim: In Rot ein schwebendes, geradarmiges goldenes Tatzenkreuz.
96. ↑  Hugstetten: In Blau auf grünem Dreiberg ein goldener Zinnenturm mit offenem Tor und zwei offenen Fenstern.
97. ↑  Kappel: In Silber auf grünem Boden eine rote Kirche mit schwarzem Dach und linksstehendem Turm mit welscher Haube, über dem Schiff schwebend eine Schwurhand in natürlicher Farbe.
98. ↑  Kirchhofen: In gespaltenem Schild vorn auf grünem Dreiberg zwei golden besamte rote Rosen mit grünen Kelchblättern an grünem Stiel, hinten in Blau ein aufgerichteter goldener Hirsch.
99. ↑  Langenordnach: In Gold mit einem von Silber und Blau im Wolkenschnitt geteilten Bord auf grünem Dreiberg ein grüner Laubbaum mit schwarzem Stamm.
100. ↑  Laufen: In Silber drei (1:2) blaue Lilien.
101. ↑  Lipburg: In Gold ein schwarzer Sparren, begleitet von drei (2:1) ausgerissenen grünen Laubbäumen mit schwarzem Stamm.
102. ↑  Mengen: In Blau ein silbernes Hufeisen über einem goldenen Stern.
103. ↑  Neuenburg bis 1973: In Gold ein roter Schrägbalken.
104. ↑  Neuershausen: In Silber auf grünem Dreiberg ein schreitender roter Hirsch. [Variante: goldener Hirsch in Blau.]
105. ↑  Neuglashütten: In Gold mit einem von Silber und Blau im Wolkenschnitt geteilten Bord ein blaues Kelchglas.
106. ↑  Neuhäuser: In gespaltenem Schild vorn in Rot ein goldener Abtsstab, beseitet von zwei silbernen Sternen, hinten in Silber auf grünem Dreiberg ein rotes Haus.
107. ↑  Neustadt im Schwarzwald: In Silber eine bewurzelte grüne Tanne, in deren Wipfel ein springendes rotes Eichhörnchen, in den Stamm geschlagen eine waagerechte silberne Axt mit goldenem Stiel.
108. ↑  Niederrimsingen: In gespaltenem Schild vorn in Gold ein roter Schrägbalken, hinten in Blau ein silberner Flügel.
109. ↑  Niederweiler: In Gold ein erniedrigter schwarzer Sparren, begleitet oben von zwei blauen Trauben an grünen Stielen, unten von einer grünen Garbe. [Bis 1962: natürliche Farben.].
110. ↑  Norsingen: In gespaltenem Schild vorne in Gold ein schwarzer, rotbewehrter, linkssteigender Bär, hinten in Rot drei goldene Becher (2:1).
111. ↑  Oberbergen: In Rot über goldenem Dreiberg ein silberner Balken.
112. ↑  Oberbränd: In Gold zwischen zwei roten Schräglinksbalken ein nach oben schreitender roter Löwe.
113. ↑  Oberglottertal: In Blau ein schwebender silberner Sechsberg.
114. ↑  Obermünstertal: In Silber eine doppeltürmige rote Kirche mit Dachreiter [Türme rechts, perspektivische Ansicht].
115. ↑  Oberrimsingen: In Blau auf grünem Boden ein springender, zehnendiger goldener Hirsch. Siegelbild, keine förmliche Annahme als Wappen.
116. ↑  Oberrotweil: In Silber über rotem Dreiberg ein rotbewehrter, rotgekrönter, rotbezungter schwarzer Adler, belegt mit einem roten Brustschild, darin ein silberner Balken, in der rechten Klaue eine von Rot und Silber quergestreifte, auf dem Dreiberg aufstehende Kriegsfahne haltend.
117. ↑  Oberweiler: In Gold schräggekreuzt ein roter Rechen und eine rote Sense mit nach rechts weisendem blauem Eisen, überdeckt von einem erniedrigten schwarzen Sparren.
118. ↑  Offnadingen: In Silber auf grünem Boden eine Linde mit grünen Blättern und schwarzem Stamm.
119. ↑  Ohrensbach: In Silber auf schwarzem Dreiberg ein blaues Hackbeil.
120. ↑  Raitenbuch: In Gold auf grünem Dreiberg drei grüne Laubbäume mit schwarzen Stämmen.
121. ↑  Reiselfingen: In Blau mit einem von Silber und Blau im Wolkenschnitt geteilten Bord ein doppelreihig silbern-rot geschachter Schrägbalken, oben und unten begleitet von je einem silbernen Großbuchstaben T.
122. ↑  Rötenbach: In Gold mit einem von Silber und Blau im Wolkenschnitt geteilten Bord eine blaue Pflugschar.
123. ↑  Rudenberg: In Gold mit einem von Silber und Blau im Wolkenschnitt geteilten Bord ein wachsender, blau gekleideter Mann, in der Rechten eine grüne Rute haltend, die Linke in die Seite gestemmt. Vorschlag der Archivbehörde; das Siegelbild wurde ohne Wolkenbord geführt, die Farben nicht festgelegt.
124. ↑  Saig: In Gold mit einem von Silber und Blau im Wolkenschnitt geteilten Bord eine gestürzte schwarze Pflugschar. Das Wappen wurde von der Gemeinde prinzipiell angenommen, aber nicht geführt. Der Siegelstempel zeigte eine gestürzte Pflugschar.
125. ↑  Schallstadt alt: In halbgeteiltem und gespaltenem Schild vorn oben in Gold ein roter Schrägbalken, unten in Rot ein mit drei schwarzen Sparren belegter goldener Pfahl, hinten in Silber auf grünem Boden an schwarzem Pfahl ein grüner Weinstock mit zwei blauen Trauben.
126. ↑  Schelingen: In Gold auf grünem Boden ein roter Zinnenturm.
127. ↑  Scherzingen: In gespaltenem Schild vorn in Rot ein golden gedeckter goldener Kelch, hinten in Gold auf grünem Boden an schwarzem Pfahl ein grüner Weinstock mit zwei blauen Trauben.
128. ↑  Schlatt: In Silber ein ausgerissener schwarzer Baumstumpf, beseitet von zwei blau besamten roten Rosen mit grünen Kelchblättern.
129. ↑  Schönenbach: In Silber auf grünem Dreiberg eine grüne Tanne mit schwarzem Stamm.
130. ↑  Schollach: In Gold mit einem von Silber und Blau im Wolkenschnitt geteilten Bord ein wachsender roter Krummstab.
131. ↑  Schwärzenbach: In Gold mit einem von Silber und Blau im Wolkenschnitt geteilten Bord ein schwarzer Wellenschrägbalken.
132. ↑  Schwarzhalden: In Silber auf grünem Boden eine grüne Tanne, begleitet von zwei zugekehrten blauen Äxten mit schwarzen Stielen.
133. ↑  Schweighof: In Gold ein schwarzer Sparren, begleitet von drei (2:1) ausgerissenen grünen Tannen mit schwarzem Stamm.
134. ↑  Seefelden: In geteiltem Schild oben in Silber der schwarze Großbuchstabe S, unten in Rot ein mit zwei schwarzen Sparren belegter goldener Pfahl.
135. ↑  Seppenhofen: In Silber mit einem von Silber und Blau im Wolkenschnitt geteilten Bord ein achtspeichiges rotes Mühlrad. Siegelbild abweichend: Großbuchstabe S.
136. ↑  St. Ulrich: In Silber auf grünem Boden der [golden nimbierte] hl. Ulrich in schwarzem Mönchsgewand, die Rechte segnend erhoben, in der Linken ein silbernes Kreuz haltend.
137. ↑  St. Wilhelm: In Silber ein durchgehendes, geschliffenes rotes Kreuz, beheftet mit zwei schräggekreuzten goldenen Abtsstäben mit abgekehrten Krümmen.
138. ↑  Stegen alt: In gespaltenem Schild vorn von Gold und Grün geteilt, hinten in Blau ein steigender goldener Hirsch.
139. ↑  Steig: In von Gold und Grün geteiltem Schild fünf (2:1:2) Kugeln in verwechselten Farben.
140. ↑  Steinenstadt: In Silber ein schwarzer Bischofsstab (Baselstab).
141. ↑  Titisee: In Blau auf grünem Boden fünf goldene Berge, darüber eine goldene Strahlensonne.
142. ↑  Tunsel: In gespaltenem Schild vorn in Silber auf grünem Boden ein grüner Laubbaum mit schwarzem Stamm, hinten in Blau zwei schräggekreuzte dürre goldene Äste.
143. ↑  Unadingen: In schräglinks geteiltem Schild oben in Gold ein wachsender, linksgewendeter roter Löwe, unten von Silber und Schwarz [waagrecht und schräglinks] gerautet.
144. ↑  Unterglottertal: In Rot ein schwebender goldener Sechsberg.
145. ↑  Unteribental: In Blau ein pfahlweis gestellter silberner Schlüssel, Bart links.
146. ↑  Unterlenzkirch: Auf einem Boden eine Kirche mit linksstehendem Turm, rechts oben eine Strahlensonne. Siegelbild, kein Wappen.
147. ↑  Untermünstertal: In Silber zwischen zwei grünen Lorbeerzweigen ein am Unterrand anstoßender roter Schild mit silbernem Balken, auf diesem Schild aufsitzend drei gotische rote Turmhelme [mit Knauf und Kreuz], der mittlere höher.
148. ↑  Vögisheim: In Silber ein schwarzes Hufeisen über einer sechsblättrigen, golden besamten roten Rose mit grünen Kelchblättern.
149. ↑  Wagensteig: In gespaltenem Schild vorn in Gold ein roter Schrägbalken, hinten in von Silber und Rot geteiltem Feld ein [wachsender] Abtsstab in verwechselten Farben.
150. ↑  Waldau: In Blau zwei schräggekreuzte silberne Schlüssel, Bärte nach oben und außen.
151. ↑  Wasenweiler: In Silber ein durchgehendes, geradarmiges schwarzes Tatzenkreuz, belegt mit einem goldenen Herzschild, worin eine blaue Traube an grünem Stiel.
152. ↑  Wettelbrunn: In Rot über drei (1:2) aufeinandergestellten goldenen Kelchen ein springender goldener Hirsch.
153. ↑  Wildtal: In Silber ein roter Schrägbalken, oben und unten begleitet von je einem roten Hammer mit schwarzem Stiel.
154. ↑  Wittental: In Silber ein durchgehendes, geschliffenes rotes Kreuz, bewinkelt von vier roten Kugeln.
155. ↑  Wolfenweiler: In halbgespaltenem und geteiltem Schild oben vorn in Gold ein roter Schrägbalken, hinten in Rot ein mit drei schwarzen Sparren belegter goldener Pfahl, unten in Silber auf grünem Dreiberg ein schreitender schwarzer Wolf.
156. ↑  Zarten: In Grün ein schrägliegendes silbernes Liktorenbündel mit Beil, begleitet oben und unten von je einer goldenen Pflugschar.
157. ↑  Zastler: In Blau ein achtspeichiges silbernes Mühlrad.
158. ↑  Zienken: In Blau ein golden gehörnter silberner Widderkopf im Visier, umgeben von einem goldenen Ährenkranz.
159. ↑  Zunzingen: In Gold ein rot bewehrter schwarzer Hahn.